# 湯沢市立稲庭小学校
湯沢市立稲庭小学校（ゆざわしりつ いなにわしょうがっこう）は、秋田県湯沢市稲庭町にかつて存在した公立小学校。
2022年（令和4年）3月に湯沢市立稲川小学校に統合され閉校した。稲川小学校は、本校の他に三梨小学校、川連小学校、駒形小学校が統合して新しくできた学校である。

## 沿革
以下、注釈の無い項目は学校の公式サイトの情報によるもの。
- 1875年
  - 4月4日 - 高橋正記氏宅にて「稲庭小学校」として開校。
  - 9月2日 - 校舎を佐藤吉左衛門氏宅に移す。
- 1886年4月1日 - 尋常科、小学簡易科を設置。
- 1889年5月17日 - 小学簡易科を廃止し、尋常科のみとなったため「稲庭尋常小学校」となる。
- 1896年8月31日 - 陸羽地震が発生し、校舎が大きく破損する。
- 1897年11月28日 - 木造2階建ての新校舎が竣工。開校式挙行。
- 1899年4月1日 - 「稲庭尋常高等小学校」と改称。
- 1915年11月17日 - 運動場（現・金華山グラウンド）が竣工。
- 1924年11月12日 - 校舎を増築。
- 1941年4月 - 「稲庭国民学校」と改称。
- 1947年4月 - 「稲庭小学校」と改称。中学校を併設。
- 1948年8月30日 - 秋田県立湯沢北高等学校定時制分校を併置。
- 1953年7月20日 - 併設する中学校を新校舎へ移転。
- 1960年9月3日 - 火事により校舎が全焼。中学校校舎で二部授業を行う。
- 1962年11月7日 - ブロック2階建ての新校舎が竣工。竣工式挙行。
- 1964年11月21日 - 小・中共同の給食室が竣工。
- 1973年7月23日 - プール竣工。
- 1981年3月8日 - 秋田県立湯沢北高等学校定時制分校が閉校。
- 1990年
  - 3月3日 - 鉄筋コンクリート3階建ての新校舎が竣工。
  - 8月31日 - 新しい校庭が竣工。
- 1991年8月25日 - 前庭の観察池、花壇が竣工。
- 1997年8月12日 - 温水シャワーを備えたプールが竣工。
- 1999年9月8日 - コンピュータを25台設置。
- 2005年3月22日 - 市町村合併に伴い、「湯沢市立稲庭小学校」と改称。
- 2021年 - 閉校式挙行。
- 2022年3月31日 - 閉校[2]。

## 周辺
- 国道398号
- 佐藤養助 総本店